# Председатель кнессета
Председатель кнессета (ивр. יושב ראש הכנסת‎) — председатель законодательного органа власти Израиля, его парламента.
Председатель кнессета выбирается открытым голосованием членами кнессета. В промежутке между общими выборами в кнессет и голосованием в парламенте, председателем является старейший член кнессета. Наряду с председателем избираются и его заместители, в том числе и из оппозиционных партий. Председатель и его заместители поочерёдно ведут заседания кнессета.
Во время отсутствия президента Израиля его обязанности исполняет председатель кнессета. Председатель является третьим по важности лицом в политическом устройстве Израиля после президента и премьер-министра. Председатель кнессета обязан принимать участие во всех торжественных и официальных мероприятиях, проводимых правительством Израиля. Зарплата председателя приравнена к зарплатам министров, ему положена государственная машина с водителем, охрана и квартира в Иерусалиме, если он постоянно проживает в другом населённом пункте. Также у председателя есть кабинет в здании кнессета, где он проводит официальные встречи с жителями страны и иностранными гостями.
В 2006 году впервые в истории кнессета на пост председателя была избрана женщина — Далия Ицик. Она же являлась исполняющей обязанности президента страны с 25 января по 15 июля 2007 года.

## Председатели кнессета
| Имя              | Партийная принадлежность | Годы деятельности |
| ---------------- | ------------------------ | ----------------- |
| Иосиф Шпринцак   | Мапай                    | 1949—1959         |
| Нахум Нир        | Ахдут ха-Авода           | 1959              |
| Кадиш Луз        | Мапай — Маарах           | 1959—1969         |
| Реувен Баркат    | Маарах                   | 1969—1972         |
| Исраэль Йешаяху  | Маарах                   | 1972—1977         |
| Ицхак Шамир      | Ликуд                    | 1977—1980         |
| Ицхак Берман     | Ликуд                    | 1980—1981         |
| Менахем Савидор  | Ликуд                    | 1981—1984         |
| Шломо Хилель     | Маарах                   | 1984—1988         |
| Дов Шилянский    | Ликуд                    | 1988—1992         |
| Шевах Вайс       | Авода                    | 1992—1996         |
| Дан Тихон        | Ликуд                    | 1996—1999         |
| Авраам Бург      | Единый Израиль           | 1999—2003         |
| Реувен Ривлин    | Ликуд                    | 2003—2006         |
| Далия Ицик       | Кадима                   | 2006—2009         |
| Реувен Ривлин    | Ликуд                    | 2009—2013         |
| Йоэль Эдельштейн | Ликуд                    | 2013—2020         |
| Бени Ганц        | Хосен ле-Исраэль         | 2020              |
| Ярив Левин       | Ликуд                    | 2020—2021         |
| Мики Леви        | Еш Атид                  | 2021—2022         |
| Ярив Левин       | Ликуд                    | 2022              |
| Амир Охана       | Ликуд                    | 2022–             |